# Руниз
Руни́з, или Рони́з, или Рони́з-э-Олиа́, или Рони́з-э-Бала́, или Руни́з Бала́, или Руни́з-э-Бала́ (перс. رونيز‎) — небольшой город на юге Ирана, в провинции Фарс. Входит в состав шахрестана  Эстехбан. По данным переписи, на 2006 год население составляло 5 991 человека.

## География
Город находится в восточной части Фарса, в горной местности юго-восточного Загроса, на высоте 1606 метров над уровнем моря.
Руниз расположен на расстоянии приблизительно 120 километров к востоку-юго-востоку (ESE) от Шираза, административного центра провинции и на расстоянии 750 километров к юго-юго-востоку (SSE) от Тегерана, столицы страны.